# Clathria koltuni
Clathria koltuni är en svampdjursart som beskrevs av Hooper och Wiedenmayer 1994. Clathria koltuni ingår i släktet Clathria och familjen Microcionidae. Inga underarter finns listade i Catalogue of Life.